# توني سويت
توني سويت (بالإنجليزية: Tony Sweet)‏ هو موسيقي ومصور ومؤلف أمريكي، ولد في 20 أكتوبر 1949 في بالتيمور في الولايات المتحدة.